# Szczęki (film)
Szczęki (ang. Jaws) – amerykański dreszczowiec z 1975 w reżyserii Stevena Spielberga, powstały na podstawie bestsellerowej powieści Petera Benchleya pod tym samym tytułem. Film doczekał się trzech kontynuacji.

## Fabuła
W czasie kąpieli w nadmorskim kurorcie Amity młoda dziewczyna zostaje zaatakowana i wciągnięta pod wodę przez niewidoczną dla widzów potężną siłę. Szef policji w Amity, Martin Brody (notabene panicznie bojący się wody) odnajduje na plaży jej zmasakrowane szczątki. Brody, dowiedziawszy się od lekarza, iż śmierć turystki była wynikiem ataku rekina, chce zamknąć plażę w Amity, ale burmistrz miasteczka, Larry Vaughn, obawiając się utraty zysków z turystyki, nie wyraża na to zgody, jednocześnie nakłaniając lekarza do zmiany orzeczenia o przyczynie śmierci (na rozcięcie przez śrubę motorówki).
Wkrótce dochodzi do kolejnej tragedii, rekin zabija małego chłopca. Władze Amity godzą się na zamknięcie plaży, ale tylko na dwadzieścia cztery godziny. Jednocześnie zostaje wyznaczona nagroda za zabicie ludojada, co przyciąga tłumy rybaków. Oprócz nich do Amity przybywa młody oceanolog Matt Hooper, znawca rekinów. Gdy rybacy łapią i zabijają pewnego żarłacza tygrysiego, wszyscy są przekonani, że koszmar dobiegł końca. Hooper nie jest jednak pewien, czy schwytany rekin jest rzeczywiście poszukiwanym ludojadem. Burmistrz jednak nie zgadza się na otworzenie brzucha rekina i sprawdzenie jego „zawartości”.
Jednocześnie Brody zostaje zaatakowany przez matkę zabitego chłopca, która jest wściekła, że nie zamknął plaży po pierwszym ataku. Pomimo zakazu burmistrza, Brody i Hooper potajemnie otwierają brzuch rekina i odkrywają, iż nie ma w nim ludzkich zwłok. Wyruszają więc wyposażoną w nowoczesny sprzęt łodzią Hoopera na poszukiwanie drapieżnika. W trakcie rekonesansu odnajdują zdemolowaną łódź rybaka z Amity. W jej wnętrzu Hooper odnajduje ogromny ząb rekina oraz niestety również głowę pożartego rybaka. Rekin okazuje się ogromnym żarłaczem białym (Bruce). Pomimo nalegań Brody’ego i Hoopera, burmistrz nie zgadza się na zamknięcie plaż, pozwala jedynie na wzmocnienie środków bezpieczeństwa. Do Amity przybywają tłumy turystów.
Mimo wzmocnionej ochrony plaż, nie udaje się uniknąć tragedii; ginie kolejna osoba, a syn Brody’ego cudem unika śmierci. Zdesperowany policjant wymusza na burmistrzu wynajęcie zawodowego łowcy rekinów, Quinta. Brody i Hooper decydują się również wyruszyć z myśliwym. Quint jest szorstkim i niesympatycznym osobnikiem i szybko popada w konflikt z Hooperem. Trzej mężczyźni po krótkich poszukiwaniach odnajdują rekina, który – jak się okazuje – mierzy ponad osiem metrów długości. Quintowi udaje się zranić zwierzę harpunem, jednak drapieżnik ucieka.
W nocy Quint opowiada, iż jego nienawiść do rekinów wzięła się z czasów służby w marynarce, gdy po zatopieniu jego okrętu (USS Indianapolis) był świadkiem, jak pożerały one jego kolegów.
Tymczasem rekin atakuje łódź myśliwych i poważnie ją uszkadza. Quint nie pozwala Brody’emu wezwać pomocy i niszczy radio, bojąc się, że straci nagrodę za zabicie rekina. Mimo iż rekin zostaje jeszcze kilkakrotnie trafiony harpunem, nie przestaje atakować łodzi. Zaślepiony Quint próbuje wyciągnąć rekina na powierzchnię, lecz zaciera silniki i łódź zostaje unieruchomiona. Hooper decyduje się użyć specjalnej klatki przeciw rekinom i zaaplikować drapieżnikowi strychninę. Bestia niszczy jednak klatkę, a oceanologowi ledwo udaje się uciec i skryć w wodorostach. Następnie rekin niszczy łódź Quinta, a on sam ginie w paszczy drapieżnika. Brody pozostaje sam na tonącym statku. Udaje mu się obronić przed rekinem dzięki butli ze sprężonym powietrzem, którą wrzuca zwierzęciu do paszczy. Uzbrojony w harpun i karabin policjant chroni się na maszcie łodzi. Ludojad nie przestaje jednak atakować. Brody odpędza go, zadając mu ciosy harpunem. Ryba jednak ponownie zawraca w jego kierunku. Ponieważ maszt pogrąża się w wodzie, jedyną szansą dla Brody’ego pozostaje wysadzenie rekina w powietrze poprzez strzał z karabinu w butlę ze sprężonym powietrzem, ciągle tkwiącą w paszczy zwierzęcia. Po kilku chybionych strzałach ostatecznie mu się to udaje – rekin zostaje rozerwany na strzępy. Chwilę później, Hooper wynurza się z ukrycia i razem z Brodym wracają szczęśliwie na ląd.

## Obsada
- Roy Scheider – Martin Brody
- Richard Dreyfuss – Matt Hooper
- Robert Shaw – Quint
- Lorraine Gary – Ellen Brody
- Murray Hamilton – Larry Vaughn
- Carl Gottlieb – Meadows
- Jeffrey Kramer – Hendricks
- Susan Backlinie – Chrissie Watkins
- Jonathan Filley – Cassidy
- Chris Rebello – Michael Brody
- Jay Mello – Sean Brody
- Lee Fierro – pani Kintner
- Jeffrey Voorhees – Alex Kintner
- Craig Kingsbury – Ben Gardner
- Steven Spielberg – pracownik Amity Point Lifestation (głos)
- Peter Benchley – dziennikarz na plaży

## Zdjęcia
Zdjęcia do filmu realizowano na terenie Australii oraz amerykańskich stanów Massachusetts i Kalifornia.

## Odbiór
Serwis Rotten Tomatoes przyznał filmowi wynik 98 proc. pozytywnych recenzji. Portal Prime Movies uwzględnił Szczęki w notowaniu dziesięciu najlepszych filmów o tematyce morskiej.

## Wpływ kulturowy
Film miał spory wpływ na postrzeganie rekinów w społeczeństwie, czego skutkiem było m.in. zwiększenie strachu przed rekinami i wzrost liczby połowów na te zwierzęta. Sukcesowi filmu przypisuje się mniejszą frekwencję na plażach w 1975 roku. Produkcji zarzuca się utrwalenie negatywnych stereotypów o rekinach i ich zachowaniach, a także wywołanie tzw. „efektu Szczęk” polegającego na tym, że wielu rybaków zaczęło organizować turnieje łowieckie, podczas których zabijali masowo rekiny. Peter Benchley wyraził ubolewanie z tego powodu i prowadził później kampanię na rzecz powstrzymania depopulacji rekinów, zaznaczając, że „Szczęki są całkowitą fikcją”. Ubolewanie wyraził również Spielberg stwierdzając, że żałuje zdziesiątkowania populacji rekinów z powodu książki i filmu. Produkcja miała też utrudnić przekonywanie opinii publicznej, że rekiny powinny być chronione.